# Megeremaeus hylaius
Megeremaeus hylaius är en kvalsterart som beskrevs av Valerie M. Behan-Pelletier 1990. Megeremaeus hylaius ingår i släktet Megeremaeus och familjen Megeremaeidae. Inga underarter finns listade i Catalogue of Life.